# Devimo
 (janvier 2010).
Si vous disposez d'ouvrages ou d'articles de référence ou si vous connaissez des sites web de qualité traitant du thème abordé ici, merci de compléter l'article en donnant les références utiles à sa vérifiabilité et en les liant à la section « Notes et références ».
Devimo ou Devimo Consult est une société belge, siégeant à Bruxelles et créée en 1983. Le groupe Devimo est spécialisée dans la gestion de nombreuses grandes infrastructures commerciales telles que les centres commerciaux, d'importantes galeries marchandes et d'autres sites commerciaux en Belgique.

## Liste des centres commerciaux

### En Flandre
- B-Park (Bruges, Flandre-Occidentale)
- Denderland Shopping Center (Grammont, Flandre-Occidentale)
- Grand Bazar Shopping Center (Anvers)
- Ninia Shopping (Ninove, Brabant flamand)
- Ring Shopping Kortrijk-Noord (Courtrai, Flandre-Occidentale)
- Waasland Shopping Center (Saint-Nicolas, Flandre-Orientale)

### En Wallonie
- L'Esplanade (Louvain-la-Neuve, Brabant wallon)
- Shopping Plaza (Renaix, Hainaut)

### En Région bruxelloise
- City 2 (Bruxelles-ville)
- Galeries royales Saint-Hubert (Bruxelles-ville)
- Stockel Square Shopping Center (Bruxelles-ville)
- Westland Shopping Center (Anderlecht)
- Woluwe Shopping Center (Woluwe-Saint-Lambert)